# Compostbreeksteeltje
Het compostbreeksteeltje (Conocybe fuscimarginata) is een schimmel behorend tot de familie Bolbitiaceae. De soort is saprotroof en groeit onder meer op mest en bladhopen.

## Naamgeving en taxonomie
De soort werd in 1942 voor het eerst beschreven als Galerula fuscimarginata door William Alphonso Murrill. In 1969 werd hij door Rolf Singer overgebracht naar het geslacht Conocybe. Synoniemen zijn onder meer Galera fuscimarginata en Galerula fuscimarginata.

## Kenmerken

### Uiterlijke kenmerken
Hoed
De hoed is kegel- tot klokvormig en meet 1,5–1,8 cm in diameter en 1–1,5 cm hoog. Het oppervlak is droog, aanvankelijk beige tot crèmekleurig, later roodbruin en glad. De rand is glad en niet doorschijnend gestreept. De hoedhuid is afneembaar tot halverwege de straal.
Lamellen
De lamellen zijn roestbruin, uitgelijnd, dun, redelijk wijd uit elkaar staand (0,2–0,3 cm breed) en breekbaar. De snede is glad. De lamellen zijn aangehecht tot iets uitgebocht.
Steel
De steel is slank (0,15–0,2 cm dik), 4,3–11,4 cm lang, vaak gedraaid, met een iets verdikte, wittig viltige voet. Hij is wit tot roodbruin en fijn gestreept. De steel is bedekt met een fijne, poederige laag en heeft aan de basis witte, viltige schimmeldraden.
Vlees
Het vlees is dun en heeft geen uitgesproken geur of smaak.
Sporenprint
De sporenprint is geelbruin tot roestbruin.

### Microscopische kenmerken
De basidia zijn meestal 4-sporig, knotsvormig, 20–27 × 10–13 µm groot en voorzien van 2,5–4,3 µm lange sterigmata. De sporen zijn ovaal tot ellipsoïde, 10–13,5 × 6–7,8 µm, glad, dikwandig, met afgeknot kiempore en roestkleurig.
Cheilocystiden zijn knotsvormig met een kopje, kleurloos en dunwandig en meten 17–27 × 3,4–6 µm. Pleurocystiden zijn niet aanwezig. De hoedhuid bestaat uit brede, kleurloze, zwak tot peervormige hyfen (17–27 × 13,5–22 µm), zonder pileocystiden.
De steel draagt caulocystiden van 12–30,6 × 2,5–4,3 µm, die cilindrisch tot draadvormig zijn. Gespen zijn aanwezig.

## Ecologie
Het donkerlamellig breeksteeltje is een saprotrofe soort die voornamelijk groeit op composthopen, bladhopen en mest (vooral van paarden en koeien). Ook komt hij voor op open plekken in bossen, vooral in naaldbossen.

## Verspreiding
Het compostbreeksteeltje komt voor in Noord-, Midden- en Zuid-Amerika, Europa en Azië. In Nederland is het een zeldzame soort, meestal gevonden op voedselrijke plekken zoals mest- of bladhopen.